# Station Daimotsu
Station Daimotsu (大物駅, Daimotsu-eki) is een spoorwegstation in de Japanse stad Amagasaki. Het wordt aangedaan door de Hanshin-lijn en de Hanshin Namba-lijn. Het station heeft vier sporen, gelegen aan een enkel eilandperron en twee zijperrons.

## Treindienst
| 1 | ■ Hanshin-lijn       | richting Noda en Umeda                   |
| 2 | ■ Hanshin-lijn       | richting Amagasaki, Koshien en Sannomiya |
| 3 | ■ Hanshin Namba-lijn | richting Nishikujō, Namba en Nara        |
| 4 | ■ Hanshin Namba-lijn | richting Amagasaki                       |

## Geschiedenis
Het station werd in 1905 geopend aan de Hanshin-lijn. In 1924 kreeg ook de Dempō-lijn een halte aan dit station. In 1978 werd het station vernieuwd en verhoogd tot boven het maaiveld.  

## Overig openbaar vervoer
Bus 52.

## Stationsomgeving
- Daimotsu-park
- Oda-minami-park
- Daimotsunushi-schrijn
- Fabriek van NISC
- Fabriek van Takao Chocolate
- Amagasaki-ziekenhuis
- Autoweg 43
- FamilyMart

(<<Hanshin-lijn) Amagasaki · Daimotsu · Dekijima · Fuku · Dempō · Chidoribashi · Nishikujō · Kujō · Dome-mae · Sakuragawa · Ōsaka Namba (Kintetsu Namba-lijn, Nara-lijn>>)